# Friedrichsdorf
Friedrichsdorf – miasto w Niemczech, w kraju związkowym Hesja, w rejencji Darmstadt, w powiecie Hochtaunus.

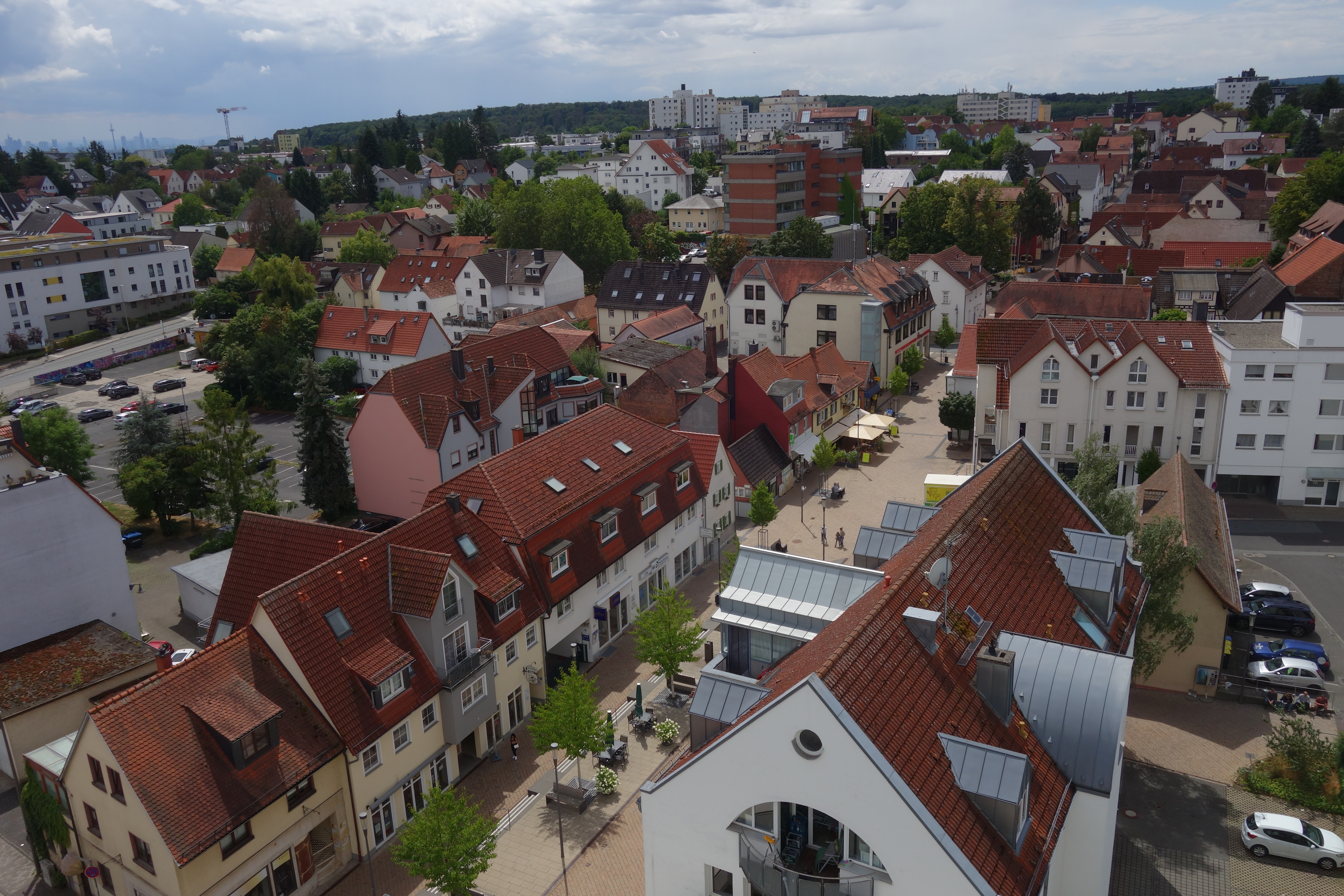
Śródmieście

## Współpraca
Miejscowości partnerskie:
- Bad Wimsbach-Neydharting, Austria
- Chesham, Anglia
- Houilles, Francja